# Ismarkens krona
Ismarkens krona är en fantasybok skriven av den brittiske författaren Stuart Hill och publicerad 2005. Den svenska översättningen är gjord av Christina Westman. Fortsättningen på boken heter Klinga av Eld.

## Handling
Boken handlar om den unga prinsessan Thirrin Fri Armstark Lindensköld. När hon fyllt fjorton dör hennes pappa i ett krig mot den polypontiska armén. Då blir den unga prinsessan drottning och blir tvungen att försvara sitt land mot den gigantiska armén. Hon utser den femtonårige pojken Oskan Häxeson till rådgivare och på sin sida får hon så ovanliga allierade som vampyrer,vargfolk och snöleopader.

## Personer
Thirrin Fri Armstark Lindensköld,Vildkatt av Norden
Är huvudpersonen i boken. När hennes pappa dör i strid blir hon drottning, och det är då upp till henne att försvara sitt land mot den polypontiska armén. Hon utser Oskan Häxeson och sin lärare Maggiore Totus till rådgivare. 
Oskan Häxeson
Oskan är 15 år och är son till den goda häxan Vit-Annis som dog när Oskan var 13 år. När en av Thirrins eskorter blir skadad för han honom till sin grotta Oskan har ärvt sin mors gåva och läker den skadade mannens sår. Med sin gåva kan Oskan bland annat spå väder och se in i framtiden. Han blir vän med Thirrin och hon utser honom till en av sina rådgivare, och tillsammans ger de sig ut och försöker på sin sida få över vampyrer och snöleopader. 
Maggiore Totus
Är Thirrins lärare och rådgivare och tror inte på vidskepligheter men när han får se Thirrins allierade ändrar han sig.
Kung Rödvard Armstark Lindensköld, Björn av Norden
Är Thirrins pappa som dog när han slogs mot den polypontiska armén.
Scipio Bellorum
Är den störste general som det polypontiska imperiet någonsin haft. Han har lagt till flera länder och provinser i riket.
Kung Grishmak Blodbälgare
Kung Grishmak är kung över vargfolket. Han attackerar Thirrin när hon jagar, men låter henne leva. Han allierar sig sedan med Thirrin och hennes land, Ismarken.